# تایمیر

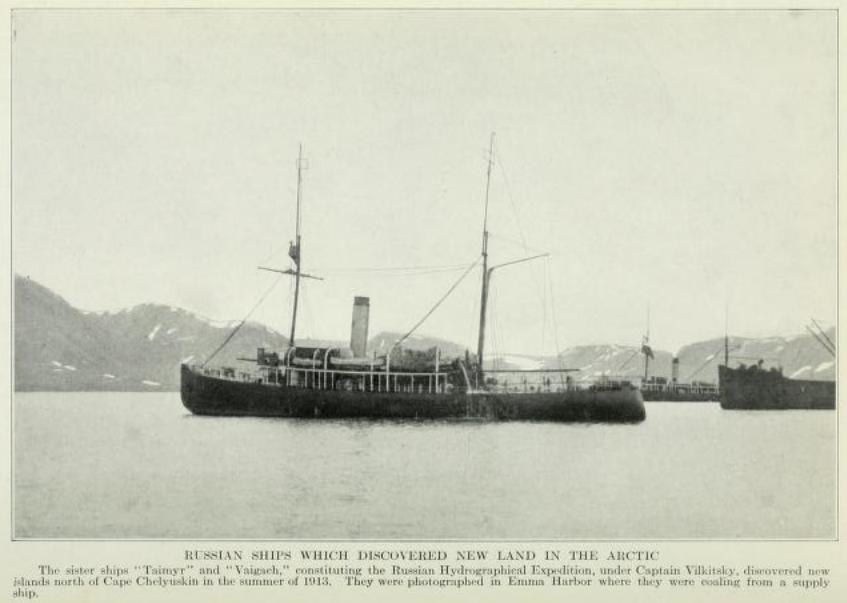
تایمیر در ۱۹۱۳

تایمیر (انگلیسی: Taymyr) کشتی یخ‌شکن ۱۲۰۰ تنی نیروی دریایی امپراتوری روسیه بود که در سال ۱۹۰۹ میلادی در سنت پترزبورگ ساخته شد. نام این کشتی از شبه‌جزیره تایمیر اقتباس شده بود